# エルノスター

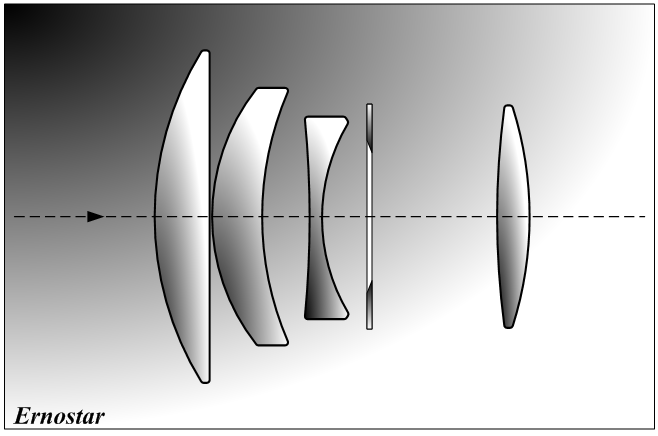
エルノスター

エルノスター（Ernostar ）はルートヴィッヒ・ベルテレが1923年エルネマン在籍時A.クルーグハルト（A.Klughardt ）とともに発明したレンズである。名称は"エルネマンの星"の意。当初設計されたのはエルノスター10cmF2とエルノスター12.5cmF1.8である。これらのレンズは当時世界最高速であり、エルネマンのカメラエルマノックスに装着されて夜間の手持ち撮影を可能にした。1925年には映画撮影機用のエルノスターF1.0、写真機用に画角40度を持つエルノスターF2.9が設計され、1929年には写真機用に画角40度を持つエルノスターF1.6が設計された。後にゾナーの原型となった。
エルノスター型レンズは中望遠レンズに適した特性を持っており、現在でも中望遠レンズの設計のお手本として普及している。

### 関わった設計者
- ルートヴィッヒ・ベルテレ